# The Buggles
The Buggles, o simplement Buggles, va ser una banda de música pop anglesa, activa entre el 1977 i el 1981. Estava formada per Bruce Woolley, Geoff Downes (percussions, sintetitzadors) i Trevor Horn (baix, guitarra, percussions, veus). El seu tema més famós és Video killed the radio star, que arribà al número 1 britànic el 1979.

## Història
El 1977 el grup estava format per Downes, Horn i Bruce Woolley; tots tres van enregistrar la primera maqueta de la banda, amb les primeres versions de "Video killed the radio star" i d'altres cançons; havien escollit el nom "The Buggles" com a referència irònica als Beatles. Després de portar una nova maqueta del grup per diverses companyies discogràfiques, una còpia va arribar a mans del cap d'Island Records, que veié les possibilitats del grup i envià una carta a les oficines de la discogràfica a Londres perquè els contractessin. En aquella època (principis de 1979) Woolley ja havia deixat la banda per acabar formant Camera Club juntament amb Thomas Dolby i Hans Zimmer.
Així, ja amb el contracte d'Island Records, Horn i Downes van enregistrar el seu primer senzill, "Video killed the radio star" (amb "Kid Dynamo" a la cara B). Publicat a l'agost de 1979, en sis setmanes arribà al número 1 britànic i fou també un gran èxit a diversos estats europeus com Itàlia (on també coronà les llistes d'èxits), Alemanya o l'estat francès. Durant la resta de l'any, The Buggles van compondre i enregistrar les cançons que acabarien formant el seu àlbum de debut, The Age of Plastic, que aparegué a principis de 1980. Els temes d'aquest disc parlen sobretot de la tecnologia i el seu impacte en la vida quotidiana de les persones; la instrumentació, d'acord amb la temàtica general, és fonamentalment electrònica.
Tanmateix, els senzills posteriors ("Living in the plastic age" i "Clean clean") no van tenir un èxit comparable al de "Video".
Després de la promoció de l'àlbum, quan Horn i Downes començaren els preparatius del que havia de ser el seu següent disc, van coincidir a un estudi d'enregistrament amb el grup de rock simfònic Yes, que acabava de perdre dos membres, el cantant Jon Anderson i el teclista Rick Wakeman; els membres restants de Yes van suggerir a Horn i Downes que entressin al grup per substituir-los, i ells acceptaren. Els resultats es poden sentir al disc Drama; tot i que va ser ben rebut tant pels seus fans com per la crítica, al final de la seva gira promocional Yes es van dissoldre temporalment, mentre Horn i Downes sortiren definitivament del grup.
Després de la seva breu participació amb Yes, Horn i Downes ressuscitaren breument The Buggles, per enregistrar el seu segon disc, Adventures In Modern Recording (1981); després Horn fundà el segell discogràfic ZTT Records i començà una lloada carrera com a productor, treballant amb artistes com Frankie Goes To Hollywood, Art Of Noise, Simple Minds o els Pet Shop Boys, i el 2006 formà un nou grup, The Producers. Downes, d'altra banda, formà la banda Asia el 1982.

## Discografia
- The Age of Plastic (1980)
- Adventures In Modern Recording (1981)